# Marmeleira (Mortágua)
Marmeleira es una freguesia portuguesa del concelho de Mortágua, con 16,52 km² de superficie y 533 habitantes (2001). Su densidad de población es de 32,3 hab/km².